# Franz Seldte
Franz Seldte (29. juni 1882 – 1. april 1947) var en tysk nazistisk politiker. Han var medstifter af den tyske militære organisation Stahlhelm, Bund der Frontsoldaten.
Han blev født i Magdeburg og var søn af ejeren af en fabrik, der lavede kemiske produkter og sodavand. Han gik på Wilhelm-Raabe-Schule-gymnasiumnet i Magdeburg. Efter en læreplads som sælger studerede han kemi i Braunschweig og Greifswald. Senere overtog han virksomheden efter sin afdøde far.

## Ekstern henvisning
- Wikimedia Commons har flere filer relateret til Franz Seldte

1. ↑  Navnet er anført på engelsk og stammer fra Wikidata hvor navnet endnu ikke findes på dansk.